# Dieter Frey (Fußballspieler)
Dieter Frey (* 31. Oktober 1972 in Wiggensbach) ist ein ehemaliger deutscher Fußballspieler.

## Sportliche Laufbahn

### Vereinskarriere
Vom siebten bis 13. Lebensjahr war Frey beim Oberallgäuer TSV Wiggensbach, dem in seinem Geburtsort ansässigen Turn- und Sportverein, fußballerisch aktiv. Es schlossen sich drei Spielzeiten beim FC Kempten und vier beim FC Augsburg an, bevor er 1992 einen Lizenzspielervertrag beim FC Bayern München erhielt. In seiner ersten Profi-Saison 1992/93 kam er in der Bundesliga jedoch nicht zum Einsatz. Sein Debüt gab er zur Rückrunde der Folgesaison, als er am 19. Februar 1994 (22. Spieltag) beim 3:1-Sieg im Auswärtsspiel gegen den VfB Leipzig in der Startelf stand. Sein erstes Profitor gelang ihm am 12. März 1994 (25. Spieltag) beim 3:1-Sieg im Auswärtsspiel gegen die SG Wattenscheid 09 mit dem Treffer zum zwischenzeitlichen 3:0 in der 69. Minute. In der Saison 1994/95 gehörte er als Mittelfeldspieler zur Stammelf, kam nicht nur auf 27 Ligaeinsätze (2 Tore), sondern auch zu sieben Einsätze in der Champions League. 1995/96 wurde er im UEFA-Pokal-Wettbewerb sechsmal eingesetzt, kam aber in der Liga nur noch achtmal zum Einsatz, was ihn veranlasste zum Ligakonkurrenten SC Freiburg zu wechseln. Nach nur einer Saison verpflichtete ihn der Bundesligist Werder Bremen, für den er in vier Jahren – bei abnehmender Einsatzzahl, bedingt durch eine Verletzungsanfälligkeit – nur 30 Spiele bestritt. Während dieser Zeit wurde er auch in acht Spielen (2 Tore) um den UI-Cup (1998) und vier Spielen (1 Tor) um den DFB-Pokal eingesetzt.
Frey wechselte zur Saison 2001/02 letztmals innerhalb der Spielklasse; diesmal zum 1. FC Nürnberg, für den er zwei Jahre in der höchsten Spielklasse aktiv war und im letzten Jahr in der 2. Bundesliga dem Kader angehörte aber sich – nach einer Meniskusoperation – nicht mehr an die Mannschaft heranarbeiten konnte. Daraufhin beendete er nach 12 Profijahren, 128 Erstligaspielen und acht Toren, sowie 11 Spielen und einem Tor um den DFB-Pokal und 21 internationalen Pokalspielen seine Karriere.

### Auswahleinsätze
Am 29. Januar 1991 debütierte Frey in der U-19-Nationalmannschaft, die in Maspalomas mit 3:0 gegen die Auswahl Portugals gewann. Drei Tage später kam er in Las Palmas bei der 1:2-Niederlage gegen die spanischen Altersgenossen ebenfalls zum Einsatz. Zuvor hatte er 1990 drei Spiele in der U-18 des DFB absolviert.
Frey bestritt 1993 fünf Spiele für die U-21-Nationalmannschaft, wobei er sein erstes am 23. März in Baunatal im Qualifikationsspiel zur Europameisterschaft 1994 beim 8:0-Sieg gegen die Auswahl Irlands bestritt. Es folgten die Länderspiele gegen die Auswahlmannschaften Dänemarks (4:1; am 13. April in Rønne), Griechenlands (3:3; am 21. September in Ulm), Dänemarks (0:1; am 12. Oktober in Celle) und Spaniens (1:3; am 14. Dezember in Córdoba).

### Erfolge
- Deutscher Meister 1994 – mit dem FC Bayern München
- UEFA-Pokal-Sieger 1996 – mit dem FC Bayern München
- DFB-Pokal-Sieger 1999 – mit Werder Bremen
- DFB-Jugend-Kicker-Pokal-Sieger 1991, 1992 – mit dem FC Augsburg

## Nach der Karriere
Nach dem Karriereende nahm Frey ein Mathematik-Studium an der Universität Erlangen auf. Des Weiteren ist er als Betreuer im Fußball-Kindergarten des 1. FC Nürnberg tätig. Seit September 2013 ist er Lehrer für Mathematik, Wirtschaft und Recht an der Bertolt-Brecht-Schule Nürnberg.
Nachdem er sich über einen längeren Zeitraum neben seiner Lehrertätigkeit um die Ausbildung junger Talente beim 1. FC Nürnberg gekümmert hatte, fungiert er seit August 2024 "offiziell als Sportlicher Leiter und Verantwortlicher für die Trainerentwicklung im NLZ des fränkischen Traditionsvereins. Seine Lehrertätigkeit hat er aufgegeben und sogar sein Beamtenverhältnis beendet."